# 在空中漫步
《在空中漫步》（英語：Walking on Air）是美国歌手凱蒂·佩芮所演唱的一首歌曲，出自其第三张专辑《超炫光》。百事曾開啟一投票，讓粉絲決定《黑马》和該歌曲的發行順序。之後，《黑馬》預先發佈為宣傳单曲，而2013年9月30日，歌曲由國會音樂集團作为专辑的第二首宣传单曲數位發行。受到CeCe Peniston和Crystal Waters的影响，《在空中漫步》是一首受到1990年代歐陸舞曲的深屋风格歌曲。
《在空中漫步》發行後收获了乐评总体正面的評價，樂評稱讚其琅琅上口的曲调，但批評了其音乐创作。歌曲因一定的數位下載量成功打进了一些音樂榜单。在美国《告示牌》百强单曲榜，歌曲最高排第34位。国际上，这首歌位列許多國家的榜單前二十位，包括澳大利亚、加拿大和新西兰。佩芮在2013年iTunes音乐节和週六夜現場等場合現場表演了《在空中漫步》。

## 词曲
《在空中漫步》是一首深屋歌曲，以升F小調创作。纵观整首歌，其使用了许多1990年代的歐陸舞曲和迪斯科音乐。

## 商业成绩
2013年10月7日，《在空中漫步》空降荷兰百强单曲榜第12名。在澳洲，歌曲在ARIA数位单曲榜排第18名。2013年10月19日，《在空中漫步》空降《告示牌》百强单曲榜第34名并以113,000的下载量空降《告示牌》数位歌曲榜空降第8名。截至2013年11月，歌曲在美国已有超过150,000的销售量。

## 榜单成绩
| 榜单（2013年）                            | 最高 排名 |
| ----------------------------------------- | --------- |
| 澳大利亚（澳大利亞唱片業協會數位曲目榜）  | 18        |
| 奥地利（Ö3四十强单曲榜）                  | 35        |
| 比利时佛兰德（Ultratop五十强单曲榜）      | 44        |
| 比利时瓦隆（Ultratop五十强单曲榜）        | 30        |
| 比利时瓦隆尼亞（Ultratop舞曲榜）          | 26        |
| 加拿大（Canadian Hot 100）                | 12        |
| 丹麥（Hitlisten单曲榜）                   | 35        |
| 歐洲（《告示牌》Euro Digital Song Sales） | 16        |
| 法国（法國唱片出版業公會單曲榜）          | 25        |
| 愛爾蘭（愛爾蘭唱片音樂協會单曲榜）        | 13        |
| 意大利（意大利音乐产业联盟单曲榜）        | 20        |
| 荷兰（百强单曲榜）                        | 47        |
| 新西兰（新西兰唱片音乐协会单曲榜）        | 12        |
| 西班牙（西班牙音樂製作協會）              | 15        |
| 英國（官方榜单公司單曲榜）                | 80        |
| 美国（《告示牌》百大單曲榜）              | 34        |

## 发行历史
| 地區 | 日期          | 形式     | 廠牌     |
| ---- | ------------- | -------- | -------- |
| 全球 | 2013年9月30日 | 数位下载 | 国会唱片 |